# ظهر السوق (خيران المحرق)

تعديل مصدري - تعديل

ظهر السوق هي إحدى قرى عزلة شرقي الخميسين بمديرية خيران المحرق التابعة لمحافظة حجة، بلغ تعداد سكانها 370 نسمة حسب تعداد اليمن لعام 2004.